# Melar
Melar (szw. Mälaren) – trzecie pod względem wielkości jezioro Szwecji, położone w Svealand w Szwecji środkowej.
Na jeziorze znajdują się liczne wyspy. Jezioro połączone jest z Morzem Bałtyckim i jeziorem Hjälmar. Jezioro Melar wykorzystywane jest w żegludze. Na jego wschodnim brzegu leży Sztokholm. Według przekazów w dolinie jeziora Melar (Mälardalen) miało swoją siedzibę plemię Swionów.

## Geologia
Pod koniec ostatniej epoki lodowcowej około 11 000 lat temu, większość północnej Europy i Ameryki Północnej była objęta lądolodem do 3 km grubości.
W epoce wikingów Melar był jeszcze zatoką Morza Bałtyckiego, a statki morskie mogą płynąć nawet daleko w głąb Szwecji.

## Geografia
Na jeziorze znajduje się wiele wysp, są to m.in.:
| Wyspy | Akweny | Miejscowości położone nad jeziorem                                                                                               |
| --- | --- | --- |
| - Adelsö - Aspön - Björkö - Ekerön - Helgö - Kungsholmen - Kurön - Lilla Essingen - Lovö - Munsö - Ridön (Västmanland) - Ridön (Södermanland) - Selaön - Stora Essingen - Svartsjölandet - Tosterön | - Galten - Blacken - Freden - Vårbyfjärden - Västeråsfjärden - Granfjärden - Oknöfjärden - Gripsholmsfjärden - Prästfjärden - Björkfjärden - Ekoln, Gorran & Skarven - Östra Mälaren | - Bålsta - Hallstahammar - Köping - Kungsängen - Kungsör - Mariefred - Sztokholm - Strängnäs - Södertälje - Torshälla - Västerås |

Jedną z mniejszych wysepek, Dävensö, kupił reprezentant Szwecji w piłce nożnej Zlatan Ibrahimović za 1,8 miliona euro. Wyspa znajduje się 52 km od Sztokholmu i ma 500 hektarów.